# Perstorp
Perstorp är en tätort som är centralort i Perstorps kommun i Skåne län.

## Historia

### Administrativa tillhörigheter
Perstorp var och är kyrkby i Perstorps socken och tillhörde efter kommunreformen 1862 Perstorps landskommun, där Perstorps municipalsamhälle inrättades den 23 maj 1935. 1947 ombildades landskommunen med municipalsamhället till Perstorps köping. Köpingskommunen utökades 1952 och uppgick 1971 i Perstorps kommun, där orten sedan dess är centralort.
I kyrkligt hänseende har Perstorp alltid hört till Perstorps församling.
Orten ingick till 1971 i Norra Åsbo tingslag. Från 1971 till 2001 ingick den i Klippans tingsrätts domsaga, före 1974 benämnd Norra Åsbo tingsrätts domsaga, och orten ingår sedan 2001 i Helsingborgs tingsrätts domsaga.

### Stationssamhället
Carl Wendt, ägare till säteriet Gustavsborg, behövde transportera ved till Danmark och såg till att Perstorp fick en station på den år 1875 öppnade Hälsingborg–Hässleholms Järnväg. Det fanns ingen samlad bebyggelse där stationen byggdes, utan byn växte mycket sakta fram och bestod så sent som vid sekelskiftet 1900 bara av ett 20-tal boningshus.

### Befolkningsutveckling
| Befolkningsutvecklingen i Perstorp 1960–2020 | Befolkningsutvecklingen i Perstorp 1960–2020 | Befolkningsutvecklingen i Perstorp 1960–2020 | Befolkningsutvecklingen i Perstorp 1960–2020 | Befolkningsutvecklingen i Perstorp 1960–2020 |
| -------------------------------------------- | -------------------------------------------- | -------------------------------------------- | -------------------------------------------- | -------------------------------------------- |
|                                              |                                              |                                              |                                              |                                              |
| År                                           |                                              |                                              | Folkmängd                                    | Areal (ha)                                   |
| 1960                                         | 1960                                         |                                              | 4 150                                        |                                              |
| 1965                                         | 1965                                         |                                              | 5 373                                        |                                              |
| 1970                                         | 1970                                         |                                              | 6 331                                        |                                              |
| 1975                                         | 1975                                         |                                              | 5 927                                        |                                              |
| 1980                                         | 1980                                         |                                              | 6 056                                        |                                              |
| 1990                                         | 1990                                         |                                              | 6 048                                        | 512                                          |
| 1995                                         | 1995                                         |                                              | 5 856                                        | 532                                          |
| 2000                                         | 2000                                         |                                              | 5 321                                        | 533                                          |
| 2005                                         | 2005                                         |                                              | 5 468                                        | 539                                          |
| 2010                                         | 2010                                         |                                              | 5 665                                        | 543                                          |
| 2015                                         | 2015                                         |                                              | 5 847                                        | 576                                          |
| 2020                                         | 2020                                         |                                              | 6 091                                        | 572                                          |
|                                              |                                              |                                              |                                              |                                              |

## Samhället
I Perstorp finns Perstorps kyrka och Perstorp AB:s industrier.
År 2021 hade Perstops kommun Sveriges lägsta medianinkomst.

## Idrott
I Perstorp finns Perstorp Bälinge IK (PBIK) som bildades vid en sammanslagning år 2012 av Perstorps sportklubb och Bälinge Boll och Idrottsklubb.
Före detta fotbollsproffset Björn Andersson är från orten.
FK Boken-Orientering